# Liste der Monuments historiques in Gressey
Die Liste der Monuments historiques in Gressey führt die Monuments historiques in der französischen Gemeinde Gressey auf.

## Liste der Bauwerke
| Bezeichnung      | Beschreibung              | Standort | Kennzeichnung | Schutzstatus | Datum | Bild |
| ---------------- | ------------------------- | -------- | ------------- | ------------ | ----- | ---- |
| Kirche St-Pierre | Erbaut im 14. Jahrhundert | (Lage)   | PA00087447    | Inscrit      | 1954  |      |

## Liste der Objekte
- Monuments historiques (Objekte) in Gressey in der Base Palissy des französischen Kultusministeriums